# 圣马丹德莱尔姆
圣马丹德莱尔姆（法語：Saint-Martin-de-Lerm，法語發音：[sɛ̃ maʁtɛ̃ də lɛʁm]）是法国吉伦特省的一个市镇，属于朗贡区。

## 地名
法语人名在日常人名译名以及《世界人名翻譯大辭典》、《法语姓名译名手册》等主流人名译名类书籍资料中多译作“马丁”，不过在《世界地名翻译大辞典》、《世界地名译名词典》和《法国地图册》等主流地名译名类书籍资料中多译作“马丹”。

## 地理
圣马丹德莱尔姆（44°38'53"N, 0°2'29"W）面积7.02 平方千米，位于法国新阿基坦大区吉倫特省，该省份为法国西南部沿海省份，是法國本土面积最大的省，北起滨海夏朗德省，西临大西洋，南至朗德省，东南接洛特-加龍省，东临多爾多涅省。
与圣马丹德莱尔姆接壤的市镇（或旧市镇、城区）包括：圣马丹迪皮、巴加斯、卡米朗、塞居河畔朗代尔鲁埃、卢邦斯、圣伊莱尔迪布瓦。
圣马丹德莱尔姆的时区为UTC+01:00、UTC+02:00（夏令时）。

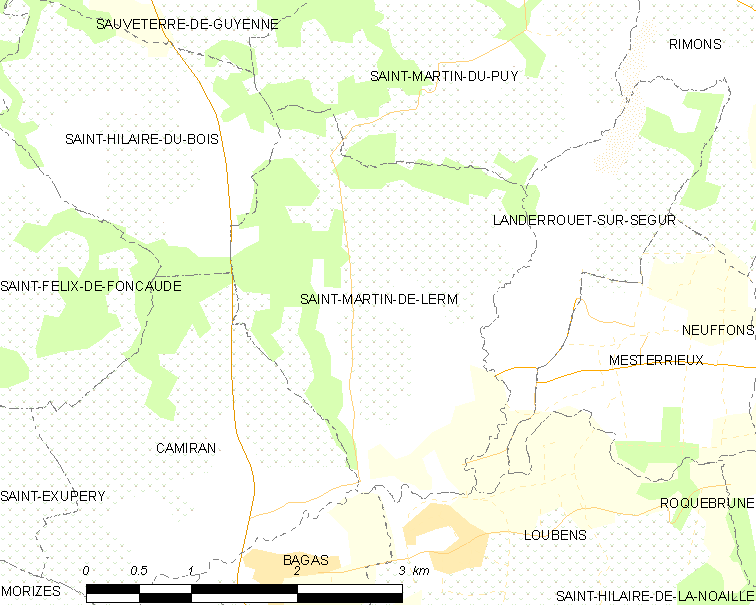
圣马丹德莱尔姆的OSM定位图

## 行政
圣马丹德莱尔姆的邮政编码为33540，INSEE市镇编码为33443。

## 政治
圣马丹德莱尔姆所属的省级选区为勒雷奥莱-莱巴斯蒂德县。

## 人口

1962-2008年间圣马丹德莱尔姆人口变化图示

圣马丹德莱尔姆于2022年1月1日时的人口数量为160人。